# Mexico (Misuri)
Mexico es una ciudad ubicada en el condado de Audrain en el estado estadounidense de Misuri. En el Censo de 2010 tenía una población de 11543 habitantes y una densidad poblacional de 360,11 personas por km².

## Geografía
Mexico se encuentra ubicada en las coordenadas 39°9′44″N 91°52′22″O / 39.16222, -91.87278. Según la Oficina del Censo de los Estados Unidos, Mexico tiene una superficie total de 32.05 km², de la cual 31.09 km² corresponden a tierra firme y (3%) 0.96 km² es agua.

## Demografía
Según el censo de 2010, había 11543 personas residiendo en Mexico. La densidad de población era de 360,11 hab./km². De los 11543 habitantes, Mexico estaba compuesto por el 86.05% blancos, el 8.32% eran afroamericanos, el 0.39% eran amerindios, el 0.76% eran asiáticos, el 0.05% eran isleños del Pacífico, el 2.07% eran de otras razas y el 2.36% pertenecían a dos o más razas. Del total de la población el 4.11% eran hispanos o latinos de cualquier raza.